# Waldemar Kleinschmidt
Waldemar Kleinschmidt (* 25. Juli 1941 in Karolew bei Łódź, Polen) ist ein deutscher Politiker (CDU). Er war von 1989 bis 2002 Oberbürgermeister der Stadt Cottbus und der erste Cottbuser Bürgermeister nach dem Ende der DDR, der demokratisch gewählt wurde.

## Leben
Waldemar Kleinschmidt wurde in dem kleinen, heute zu Polen gehörenden Dorf Karolew in der Nähe von Łódź geboren. Nach der Schule absolvierte er eine Ausbildung zum Schlosser und studierte Maschinenbau an der Technischen Universität Dresden. 1965 wurde er als Technischer Leiter im „VEB Maschinen- und Transportanlagenbau“ angestellt.
1967 trat Waldemar Kleinschmidt in die CDU ein. Er studierte zu diesem Zeitpunkt an der Hochschule für Staats- und Rechtswissenschaften in Potsdam-Babelsberg. Ab 1979 arbeitete Kleinschmidt im Finanzbereich des Cottbuser Stadtrates. Ein Jahr später wurde er Stadtrat für Finanzen. Im Dezember 1989 wurde Waldemar Kleinschmidt als Nachfolger des zuvor zurückgetretenen Erhard Müller als Oberbürgermeister der Stadt Cottbus eingesetzt. Im März 1991 wurde er bei der Kommunalwahl als Oberbürgermeister bestätigt.
Während seiner Amtszeit zog die Cottbuser Stadtverwaltung in das alte Rathaus am Neumarkt zurück. Zudem fällt die Bundesgartenschau 1995 in Kleinschmidts Amtszeit. Im Jahr 2000 stellte Kleinschmidt einen Antrag zur Abwahl der damaligen Beigeordneten Karin Rätzel aufgrund eines zerrütteten Vertrauensverhältnisses. Bei der Kommunalwahl 2002 trat Kleinschmidt nicht mehr an, Karin Rätzel wurde mit 66 % der Stimmen zu seiner Nachfolgerin gewählt. Seit dem 26. November 2011 ist Kleinschmidt Ehrenbürger der Stadt Cottbus.